# Spelobia quinata
Spelobia quinata är en tvåvingeart som beskrevs av Marshall 1985. Spelobia quinata ingår i släktet Spelobia och familjen hoppflugor. Inga underarter finns listade i Catalogue of Life.